# 雅克·塞克雷坦
雅克·塞克雷坦（法語：Jacques Secrétin，1949年3月18日—2020年11月25日），法国男子乒乓球运动员。他曾获得1枚世界乒乓球锦标赛金牌和4枚欧洲乒乓球锦标赛金牌。